# Kouign-amann

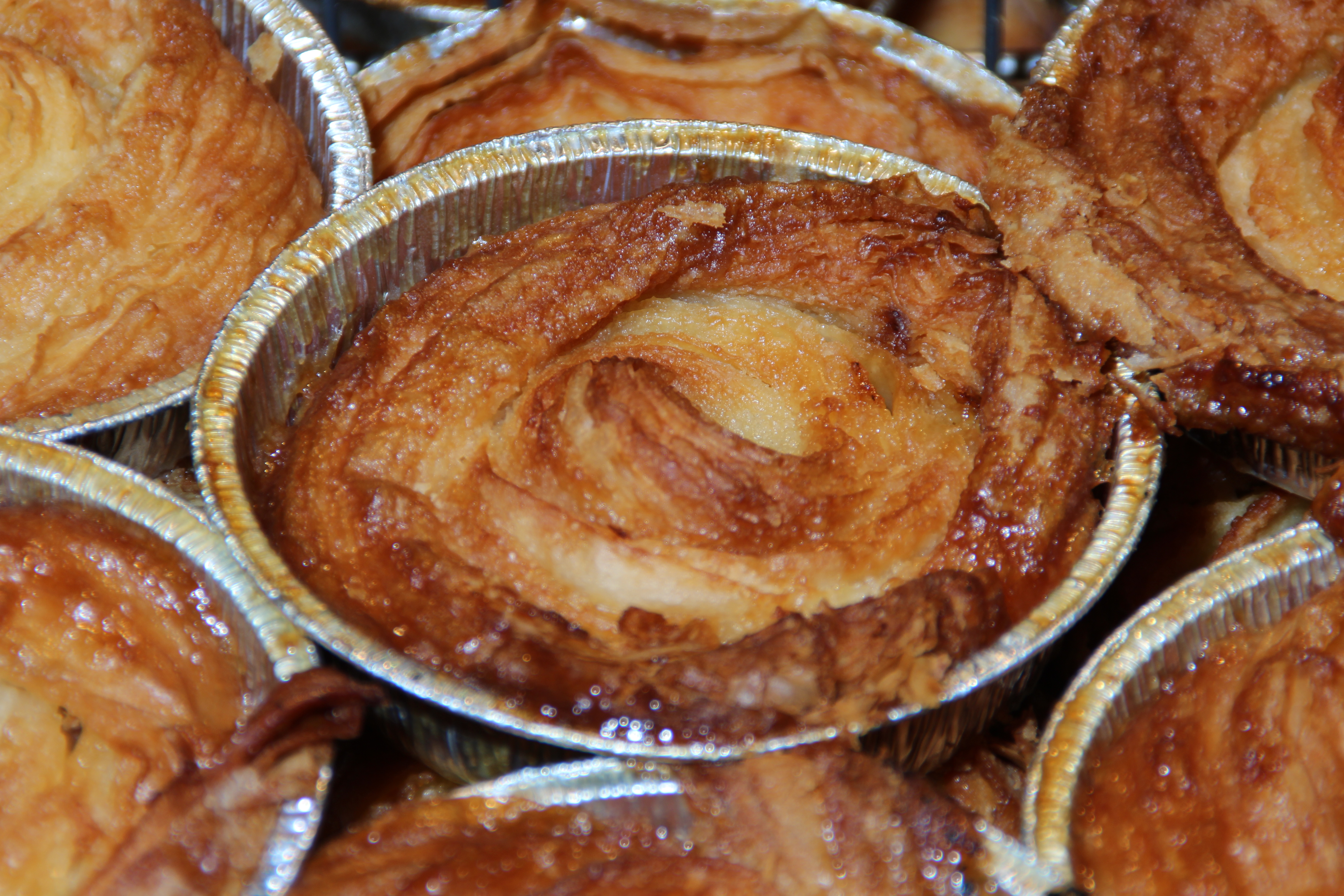
kouign amann monoporzione

Il kouign-amann (pron. [kwiɲa'mɑ̃n]) è un dolce di pasta sfoglia, specialità regionale di Douarnenez, in Bretagna. Il nome in bretone significa «dolce al burro» (kouign, «dolce», «brioche»; amann, «burro»).
Il kouign-amann è un dolce da dividere tra più persone, ma si mangia anche come dolce da una sola porzione, e spesso è modellato e cotto in uno stampo.
Il kouign-amann è anche prodotto e commercializzato dalla grande distribuzione, dai produttori di biscotti o altri produttori industriali, sebbene la qualità non sia la stessa di quella del prodotto tradizionale.